# Военные советы
Военные советы (В. с.) — название коллегиального органа руководства формирований (от армии и выше) войск и сил в Вооружённых Силах Союза ССР в 1918—1991 годах.
Именуются с указанием формирования где он создан, например — Военный совет Краснознамённого Дальневосточного военного округа.

## История
Военные советы, коллегиальные военные органы для обсуждения, а в определённых случаях и решения принципиальных вопросов военного строительства, руководства войсками во время военных действий действий в Вооружённых Силах Советской Республики и с 1923 года в СССР. Постоянные военные советы с совещательными функциями в высших военных структурах имеются во многих государствах. В Вооружённых Силах Союза ССР 1980-х годов военные советы имелись во всех видах Вооружённых Сил, в военных округах, группах войск, округах ПВО, на флотах, в армиях, флотилиях, пограничных войсках КГБ, войсках МВД и так далее. Военные советы имели право рассматривать и решать все важные вопросы жизни и деятельности соответствующих войск и сил.
Первоначально в Вооружённых Силах Советской Республики и с 1923 года в Союзе ССР советы были в военных округах, флотах, армиях, армейских группах, флотилиях, корпусах, дивизиях, группах войск. В военное время советы были во фронтах. Председателем Военного совета является соответствующий командующий войсками.
Военные советы, как коллективные органы управления войсками, сложились во время Гражданской войны в России 1918—1920 годов и назывались в то время Революционными Военными советами (РВС).
4 марта 1918 года Постановлением Совета Народных Комиссаров (СНК) создан Высший военный совет, первый высший военный орган стратегического руководства Вооружёнными Силами Советской Республики, осуществлявший руководство операциями. Состав: военный руководитель и два политических комиссара. Военный руководитель руководил воинскими формированиями и боевой подготовкой войск.
19 марта Постановлением СНК были расширены права и задачи Высшего военного совета. Теперь он координировал деятельность военного и морского ведомств, ставил им задачи по обороне государства и организации вооружённых сил. Состав совета: Председатель — народный комиссар по военным делам, члены совета: два военных и один военно-морской специалист, два политических комиссара.
13 июня Постановлением СНК первым был создан Революционный Военный совет для руководства всеми отрядами и операциями против мятежа чехословацких войск в 1918 года. В Сибири на участках борьбы с чехословаками (позже — Восточного фронта) формировались советские полевые армии возглавляемые РВС армий.
2 сентября Всероссийский Центральный Исполнительный Комитет принял постановление о создании РВС Республики. РВС образовывались на всех фронтах и во всех армиях, которые имели в своём составе не менее трёх членов (командующий войсками и два военно-политических работника).
2 сентября декретом ВЦИК В.в.с. упразднён. Его функции переданы РВС Республики.
1919 год. Май. Пленум ЦК РКП(б) предложил вводить в состав РВС фронтов и армий представителей местных партийных организаций. Члены РВС утверждались Организационным бюро ЦК РКП(б), руководили процессом формирования частей и соединений армии нового типа и тем самым сыграли большую роль в создании регулярной Красной Армии и руководстве войсками на фронтах Гражданской войны.
28 августа 1923 года РВС Республики преобразован в  РВС СССР.
20 июня 1934 года РВС ССР был упразднён. 22 ноября 1935 года при наркоме обороны СССР был создан Военный совет как совещательный орган (80 человек). Одновременно упразднялись Военные советы в округах, армиях, флотах и флотилиях. Всего в 1934—1937 годах в его составе состояло 94 человека, из которых в ходе массовых репрессий в РККА было расстреляно 77 человек, 9 пробыли в тюрьмах от 1 до 15 лет, не подвергались репрессиям 8 человек.
10 мая 1937 года Постановлением ЦК ВКП(б) и СНК СССР введён институт военных комиссаров как и в годы Гражданской войны, при этом восстановлены Военные советы в округах, армиях, флотах и флотилиях.
В 1938 году Совет Народных Комиссаров СССР и Центральный Комитет Всесоюзной Коммунистической партии (большевиков) приняли совместное Постановление № 322 от 13.03.1938 года об образовании Главного Военного совета Рабоче-Крестьянской Красной Армии (ГВС РККА) при Народном комиссариате СССР.
Народный комиссар обороны СССР издал Приказ № 68 от 15.03.1938 года об образовании Главного Военного совета Рабоче-Крестьянской Красной Армии (ГВС РККА) при НКО СССР в качестве коллегиального совещательного органа.
В апреле в Народном комиссариате Военно-Морского Флота СССР создан Главный Военный совет Военно-Морского Флота (ГВС ВМФ). ГВС ВМФ являлся коллегиальным органом Народного комиссариата ВМФ.
26 июля ГВС РККА принял постановление преобразовать Киевский военный округ в Киевский Особый военный округ (далее КОВО) и Белорусский военный округ в Белорусский Особый военный округ (далее БОВО), в КОВО создать группы армейского типа в следующем составе: Кавалерийская армейская группа, Винницкая армейская группа, Одесская армейская группа, Житомирская армейская группа, в БОВО — Витебская армейская группа, Бобруйская армейская группа, …. В особых округах создаются увеличенные В. с., а в армейских группах создаются обычные В. с..
В КОВО в В. с. Житомирской армейской группы входили: командующий войсками группы Ф. Н. Ремезов, член Военного совета, бригадный комиссар П. А. Диброва, в Военный совет Винницкой армейской группы входили: командующий войсками группы комкор Ф. И. Голиков, член Военного совета, бригадный комиссар Г. Н. Захарычев.
1939 год. Для военного похода в восточные районы Польши — Западную Украину из управления КОВО, командующий войсками командарм Тимошенко С. К., член Военного совета корпусной комиссар Борисов В. Н. и бригадный комиссар Кожевников С. К., заместители командующего войсками округа комкор Герасименко В. Ф. и комкор Иванов Ф. С., начальник штаба комдив Ватутин Н. Ф., создано управление Украинского фронта, командующий войсками командарм Тимошенко С. К., член Военного совета корпусной комиссар Борисов В. Н., начальник штаба комдив Ватутин Н. Ф. В Военный совет Киевского округа вошли командующий войсками комкор Герасименко В. Ф. и член Военного совета корпусной комиссар Борисов В. Н. и бригадный комиссар Кожевников С. К..
В 1940 году продолжалась реорганизация Вооружённых Сил СССР, связанная с Законом о всеобщей воинской обязанности, и Главный Военный совет Рабоче-Крестьянской Красной Армии переименован в Главный военный совет Красной Армии (далее ГВС КА).
В своих воспоминаниях Г. К. Жуков писал, что важные, принципиальные вопросы деятельности армии в Наркомате обороны рассматривались на ГВС КА. По этим вопросам принимались постановления. Вопросы особой важности, как правило, рассматривались в присутствии Секретаря Политбюро ЦК ВКП(б) И. В. Сталина и других членов Политбюро ЦК ВКП(б), приглашаемых на совет.
22 июня 1941 года ГВС КА руководил боевыми действиями Красной Армии в Великой Отечественной войне.
С началом боевых действий были образованы Военные советы фронтов. В местностях, объявленных на военном положении, в Военные советы передавались все функции органов государственной власти.
22 июня в управление Киевского Особого военного округа входили:
- Командующий войсками генерал-полковник Кирпонос М. П.
- Член Военного совета корпусной комиссар Вашугин Н. Н.
- Член Военного совета Хрущёв Н. С., 1-й секретарь ЦК КП (б) Украины.

22 июня управление Киевского Особого военного округа разделилось на управление Юго-Западного фронта и управление Киевского военного округа.
Состав Военного совета Юго-Западного фронта:
- Командующий войсками генерал-полковник Кирпонос М. П.
- Член Военного совета корпусной комиссар Вашугин Н. Н.
- Член Военного совета Хрущёв Н. С., 1-й секретарь ЦК КП (б) Украины.

Состав Военного совета Киевского военного округа:
- Командующий войсками генерал-лейтенант В. Ф. Яковлев.
- Член Военного совета бригадный комиссар Е. Е. Кащеев.

23 июня 1941 года ГВС КА упразднён.
Преемственность коллективного руководства в решении вопросов обороны переместилась в Ставку Главного Командования, образованную 23 июня 1941 года постановлением СНК СССР и ЦК ВКП(б).
Во время войны создавались Военные советы видов Вооружённых Сил СССР и родов войск. Должность члена Военного совета из числа политработников была заменена должностью заместителя командующего войсками по политической части.
В январе 1947 года Военные советы видов Вооружённых Сил и родов войск, групп войск, военных округов и флотов получили новый статус — они стали совещательными органами при командующих войсками.
С июня 1950 года Военные советы снова получают статус коллегиальных органов.
7 февраля 1955 год создан Совет Обороны Союза ССР, при котором в качестве совещательного органа организован Военный Совет.
14 мая 1955 года образована организация стран-участниц Варшавского Договора (ОВД). Целью подписанного договора была защита социалистического завоевания, обеспечение мира и безопасности в Европе. Высшим органом ОВД являлся Политический консультативный комитет (ПКК). Органами ПКК являлись:
- Комитет министров иностранных дел.
- Объединённый секретариат.

Военная организация участников ВД включала:
- Комитет министров обороны.
- Объединённое командование.
- Объединённые вооружённые силы.

Руководство деятельностью Объединённых вооружённых сил осуществляли Комитет министров обороны, Объединённое командование и Военный совет Объединённых вооружённых сил. Военный совет Объединённых вооружённых сил являлся коллегиальным военным органом с рекомендательными функциями. Занимался всесторонним рассмотрением вопросов состояния и перспектив развития войск (сил), выделенных в состав Объединённых вооружённых сил от национальных армий. Состав: главнокомандующий Объединёнными вооружёнными силами, члены совета: начальник штаба Объединённых вооружённых сил — 1-й заместитель главнокомандующего, заместители главнокомандующего от национальных армий (как правило, заместитель министра обороны союзной страны). На заседания совета приглашались также руководящий состав и специалисты союзных армий.
С апреля 1958 года изменяется состав В. с. округа, в него входят: главнокомандующий (командующий) войсками — (председатель), члены Военного совета — начальник политуправления (политотдела), секретарь Центрального Комитета Коммунистической партии республики или секретарь областного комитета (краевого комитета) партии, 1-й заместитель главнокомандующего (командующего) войсками, начальник штаба и другие должностные лица.